# Csavar

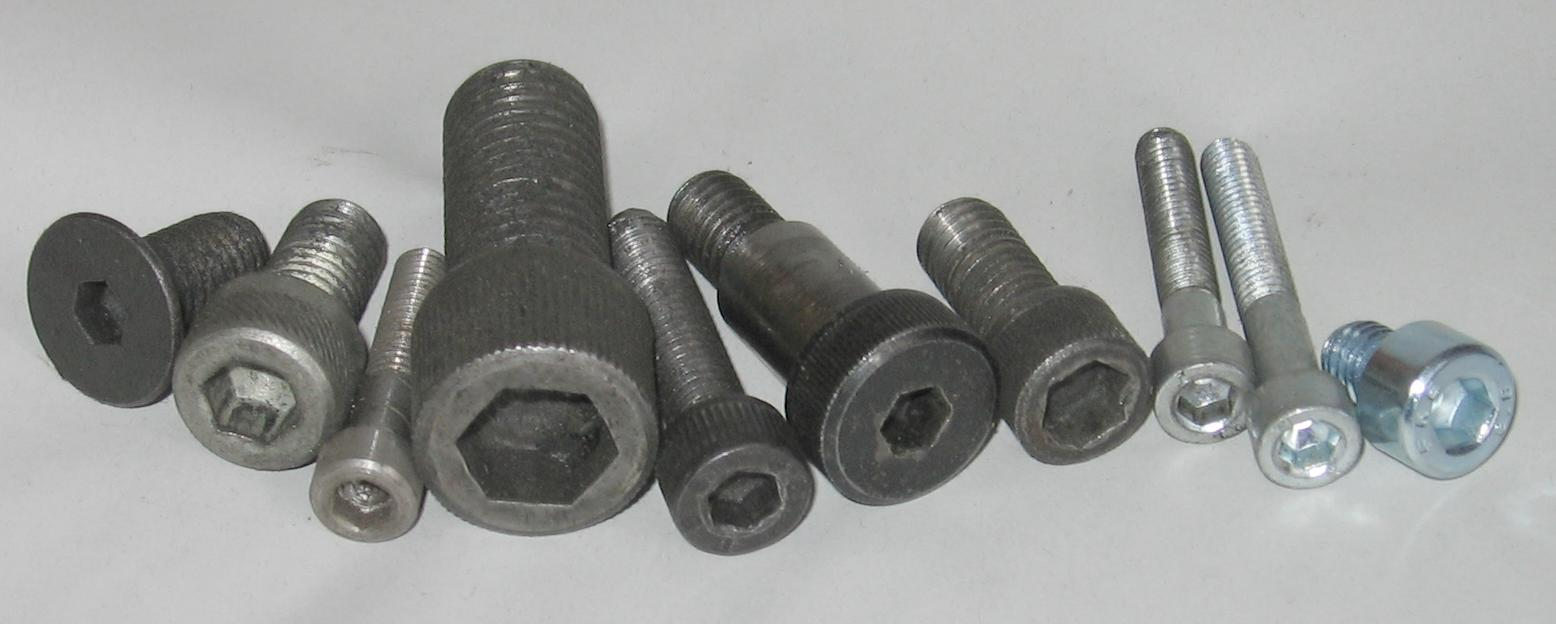
Belső kulcsnyílású csavarok

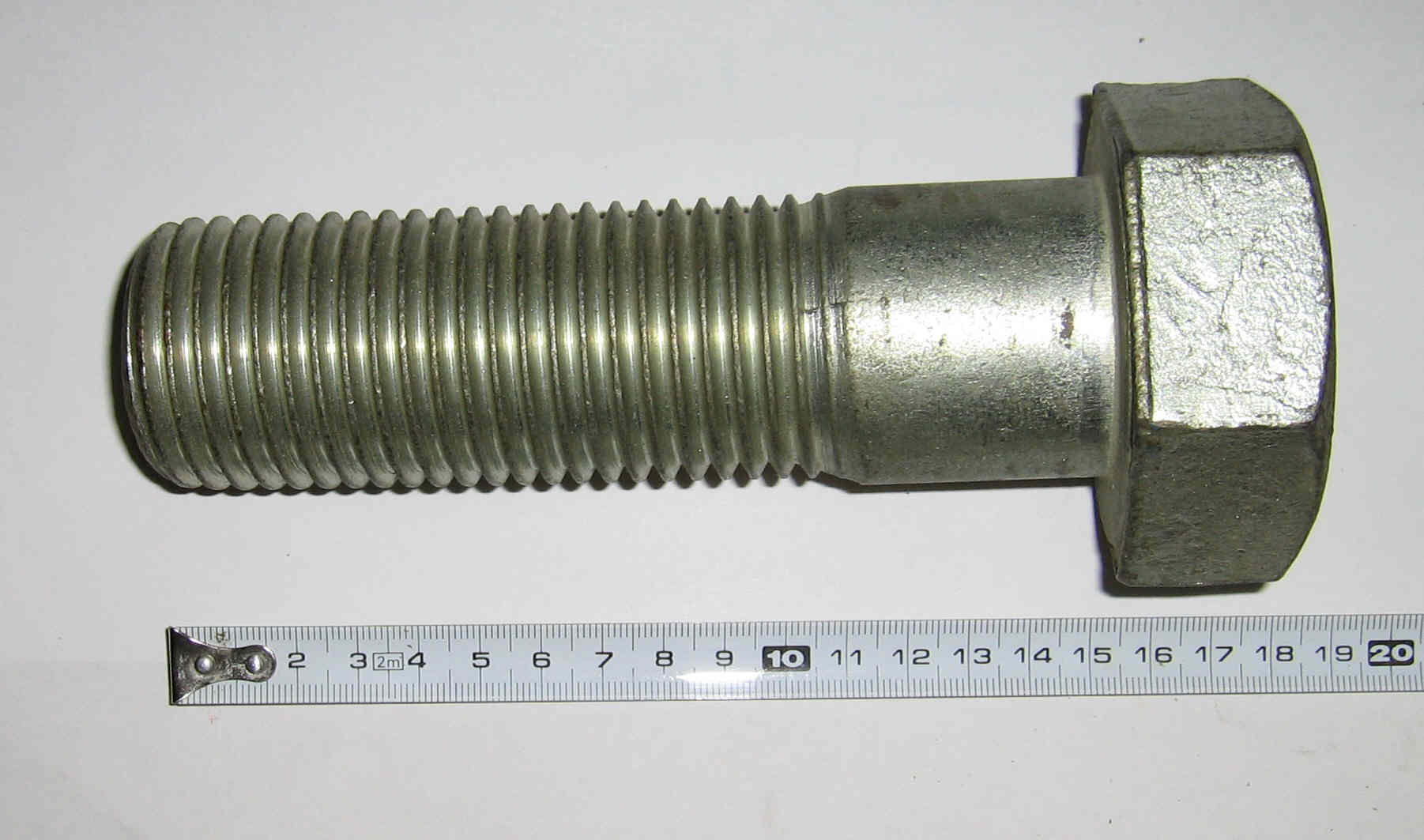
M45×160 méretű hatlapfejű csavar

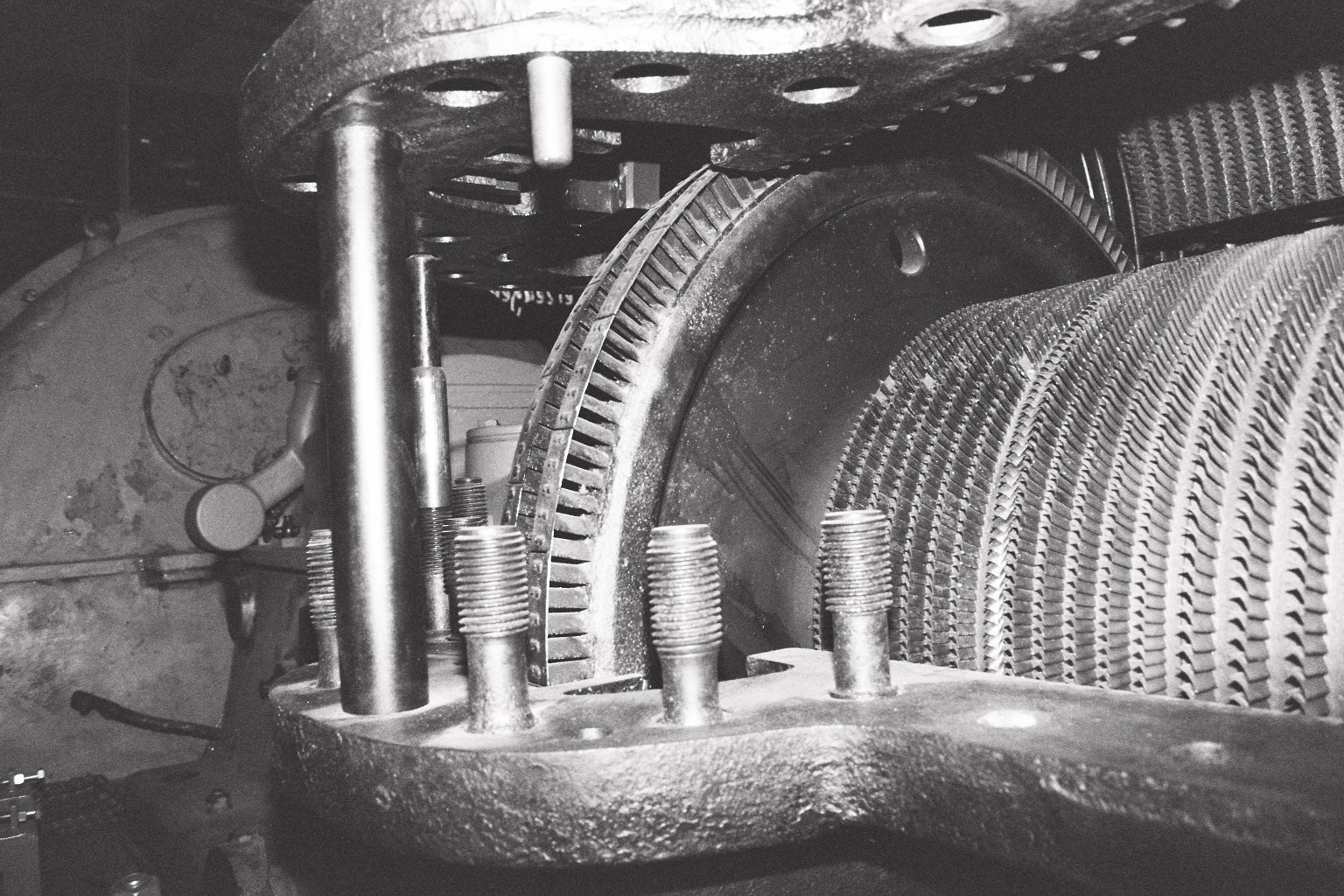
Gőzturbina házát összefogó tőcsavarok

A csavar egyike az egyszerű gépeknek. Csavarokat gépek működtetésére, erő sokszorozásra és kötőelemként használják. Ez a szócikk a csavarról mint kötőelemről szól. Csavarok csoportosításának szempontjai: alapanyaguk, szilárdságuk, a meneteik típusa, fejkialakításuk.

## Méretek
A csavar átmérőjeként a menet külső átmérőjét adják meg milliméterben. A hosszát szintén milliméterben adják meg. A lapos fejű csavar fején található szám általában a szakítószilárdságot adja meg.

## Működési elve
A csavarkötést a csavarmenet biztosítja. A csavart egyszerű gépként tekintve  csavarvonal (hélix)  alakban hengerre felcsavart lejtő, melynek végén a csavarfej ék módjára az anyacsavar elfordításos ráfeszítésével összeszorítja az érintkező részeket és blokkolja az elmozdulást.

## Csavarmenet
Csavarmenet a csavar(orsó) hengeres mag palást felületére állandó menetemelkedéssel, adott profilkeresztmetszettel ráhajlított pálya, amely a csavaranya vezetésére alkalmas. Gyakori fajtái az ék formájú metrikus (méter) éles menet, a Whitworth (gömbölyített) menet, a fűrészmenet, ezen felül használatos lapos-, trapéz- és zsinórmenet.

## A csavarfejek kialakítása
A csavarfej biztosítja a csavar tengelyirányú forgatását az össze- és a szétszereléshez. A csavarfejek különböző síklapokkal, hornyokkal vannak ellátva, annak érdekében, hogy a csavarkulcsokkal meg lehessen fogni és megfelelő nyomatékot lehessen kifejteni.
Csavarfej típusok:
- Hatlapfejű csavarok
- Hengeres fejű belső kulcsnyílású csavarok
- Fej nélküli csavarok
- Süllyesztett fejű csavarok
- D-fejű csavarok
- Kalapácsfejű csavarok
- Kampós, hurkos csavarok

### Hatlapfejű csavar
A legelterjedtebb és legolcsóbb csavartípus. Jellemzője, hogy a csavarfejhez kívülről kell hozzáférni, ezért alapvetően olyan helyeken alkalmazzák, ahol erre lehetőség van. Szinte minden kivitel kapható, így például facsavar, lemezcsavar, metrikus és collos kivitelű (anyás) változatok és sok más. A szereléséhez villáskulcs, csillagkulcs, dugókulcs használható. Létezik tövig- (MSZ 2363, DIN 933, ISO 4017) és részmenetes (MSZ 2360, DIN 931, ISO 4014) változat, illetve peremes (DIN 6921) és recézett peremű változat is.

### Hengeres fejű belső kulcsnyílású típus
Elsősorban szűk, nehezen hozzáférhető helyeken alkalmazzák, mert szerelésnél nem kell kívülről hozzáférni a fejhez, például gépekben, járművekben, motorburkolatok összeszerelésénél. Szereléshez L-alakú, csavarhúzó formájú, illetve apró behajtószerszámok, ún. bitek használhatók. Létezik tövig- és részmenetes változatuk. A belső kulcsnyílás alakja szerint számos típus létezik: hatszögű belső kulcsnyílás, TORX kulcsnyílás (a szerszám és a kulcs találkozása nem a hatszög sarokpontjainál, hanem teljes lapokon valósul meg). A hengeres fejű belső kulcsnyílású csavar szabványszáma DIN 912.
Az alacsony fejű, belső kulcsnyílású DIN 6912. Az alacsony fejű, kis kulcsnyílású DIN 7984 típusok.
A belső kulcsnyílású csavarok nagyszilárdságú acélból készülnek. Az eddig felsorolt csavarok általában speciális csavargyártó gépeken készülnek, ma általában forgácsolás nélküli megmunkálással.

### Fej nélküli csavarok
Ilyenek elsősorban a menetes rudak, amelyek 1, 2 és 3 méteres csavarszárak, fej nélkül, valamint a tőcsavarok (ászokcsavarok) és a csővezetéki karimák kötéséhez használatos szegcsavarok. A szereléshez, csakúgy, mint az eddig felsorolt csavartípusok esetén, alátéteket és anyákat alkalmaznak. A különbség az, hogy a menetes rúd fejét valamivel helyettesíteni kell ahhoz, hogy a másik végére ráhajtott anyával és alátéttel valamit szorosan rögzíteni tudjunk. A fejet legegyszerűbben egy alátéttel és anyával pótolhatjuk, de megoldás lehet az is, ha a falba, vagy a betonba megfelelően beépített, vagy beragasztott acél foglalatba, ún. dübelbe hajtjuk bele a menetesrúd-darabot, mielőtt valamit rögzíteni szeretnénk vele, két egymásnak feszített anyával.
A fej nélküli csavarok egy másik fajtája a hernyócsavar. Többféle kivitelben létezik: a lapos (DIN 913), a kúpos (DIN 914), a csapos (DIN 915) és a kráteres (DIN 916), illetve készülnek egyenes horonnyal és belső kulcsnyílással is. A hernyócsavarokat általában valamilyen mozgatható alkatrész pozicionálására használják, például az ajtókilincs párok rögzítésére.

### Süllyesztett fejű és D-fejű csavarok
Süllyesztett fejű csavarokat ott használnak, ahol a csavarfejnek nem szabad egy sík felületből kiállnia, míg a D-fejű csavarokat ott, ahol a csavarfejnek teljesen fel kell feküdnie a sík felületre. Ezen csavarokból létezik egyeneshornyú, kereszthornyos (például Phillips és Pozidriv) és belső kulcsnyílású változat is.

### Egyéb csavarváltozatok
Szemes, gyűrűs, kapupánt-, mosdórögzítő csavarok, különböző biztonsági csavarok.
| Szabványos név                         | Szabványszám        | Kép | Felhasználás | Anyagminőség |
| -------------------------------------- | ------------------- | --- | ------------ | ------------ |
| Hatlapfejű részmenetes csavar          | DIN 931             |     |              |              |
| Hatlapfejű tövigmenetes csavar         | DIN 933             |     |              |              |
| Hatlapfejű kislaptávú csavar           | MSZ 2465            |     |              |              |
| Hlf. kislaptávú tövigmenetes csavar    | MSZ 2467            |     |              |              |
| Belső kulcsnyílású csavar              | DIN 912             |     |              |              |
| Belső kulcsnyílású tövigmenetes csavar | DIN 912             |     |              |              |
| Hengeres fejű csavar                   | DIN 84A MSZ 2469    |     |              |              |
| Hengeres fejű tövigmenetes csavar      | MSZ 2449            |     |              |              |
| Lencsefejű csavar                      | MSZ 2436            |     |              |              |
| Lencsefejű tövigmenetes csavar         | MSZ 2438            |     |              |              |
| Süllyesztett fejű csavar               | MSZ 2430            |     |              |              |
| Süllyesztett fejű tövigmenetes csavar  | MSZ 2432            |     |              |              |
| Félgömbfejű csavar                     | MSZ 2450            |     |              |              |
| Félgömbfejű tövigmenetes csavar        | MSZ 2452            |     |              |              |
| Illesztőcsavar rövid menettel          | MSZ 2457            |     |              |              |
| Illesztőcsavar hosszú menettel         | MSZ 2460            |     |              |              |
| Gyűrűs csavar                          | MSZ 2381            |     |              |              |
| Szemes csavar                          | DIN 444A, MSZ 2479  |     |              |              |
| Kapupántcsavar                         | MSZ 2356            |     |              |              |
| Hernyócsavar                           | MSZ 2422            |     |              |              |
| Kúpos hernyócsavar                     | MSZ 2421            |     |              |              |
| Csapos hernyócsavar                    | MSZ 2423            |     |              |              |
| Gömbvégű csapos hernyócsavar           | MSZ 2425            |     |              |              |
| Domború hatlapfejű csavar              | MSZ 2473            |     |              |              |
| Ászokcsavar                            | MSZ 2400            |     |              |              |
| Szegcsavar                             | DIN 2510L, MSZ 2913 |     |              |              |
| Kalapácsfejű csavar                    | MSZ 2325            |     |              |              |

## Lemezcsavarok

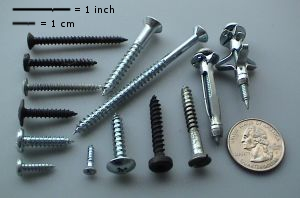
Fa- és lemezcsavarok

A lemezcsavarok fa- fém és egyéb lemezek összeillesztésére szolgálnak. Általában önmetszők, hogy gyorsabb legyen a munkavégzés. Népszerű változatuk az opelcsavar, amelynél a csavarfejnek alátéthez hasonló válla van.

## Anyagminőség
A csavarok anyag, anyagminőségek szerinti csoportosítása:
- acél (szerkezeti)
- acél (nemesített)
- rozsdamentes acél (A2)
- saválló acél (A4)
- sárgaréz
- alumínium
- vegyileg ellenálló műanyag (PA)

## Szerszámok
A csavarok mérete, fejalakja és hozzáférhetősége meghatározza, hogy milyen szerszámmal lehet őket meghúzni, illetve kilazítani.

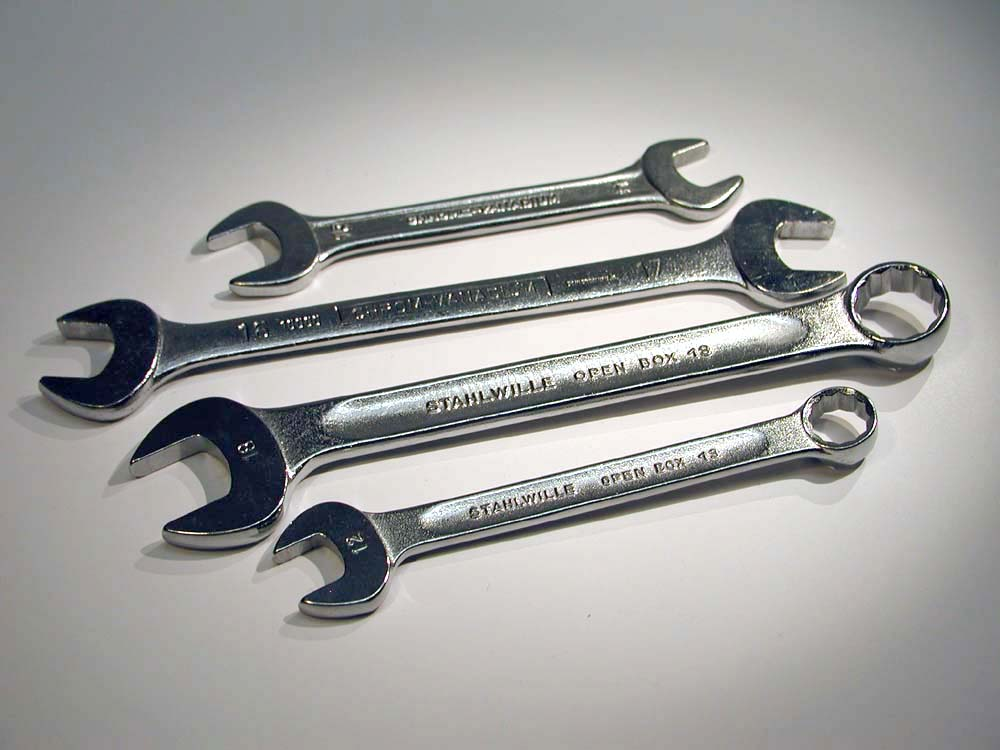
Villáskulcsok és csillag-villáskulcsok hatlapfejű csavarokhoz
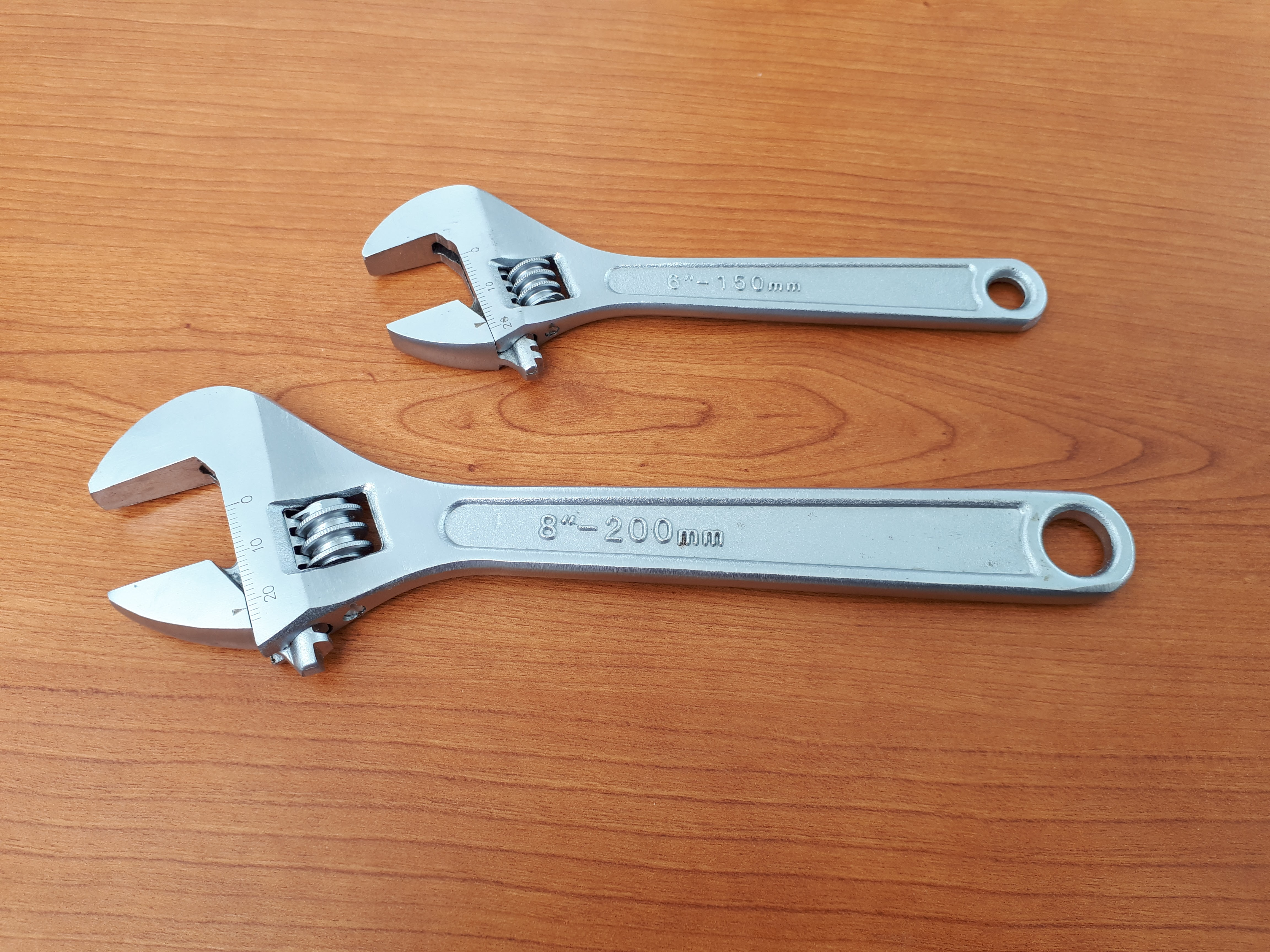
Állítható csavarkulcsok hatlapfejű csavarokhoz
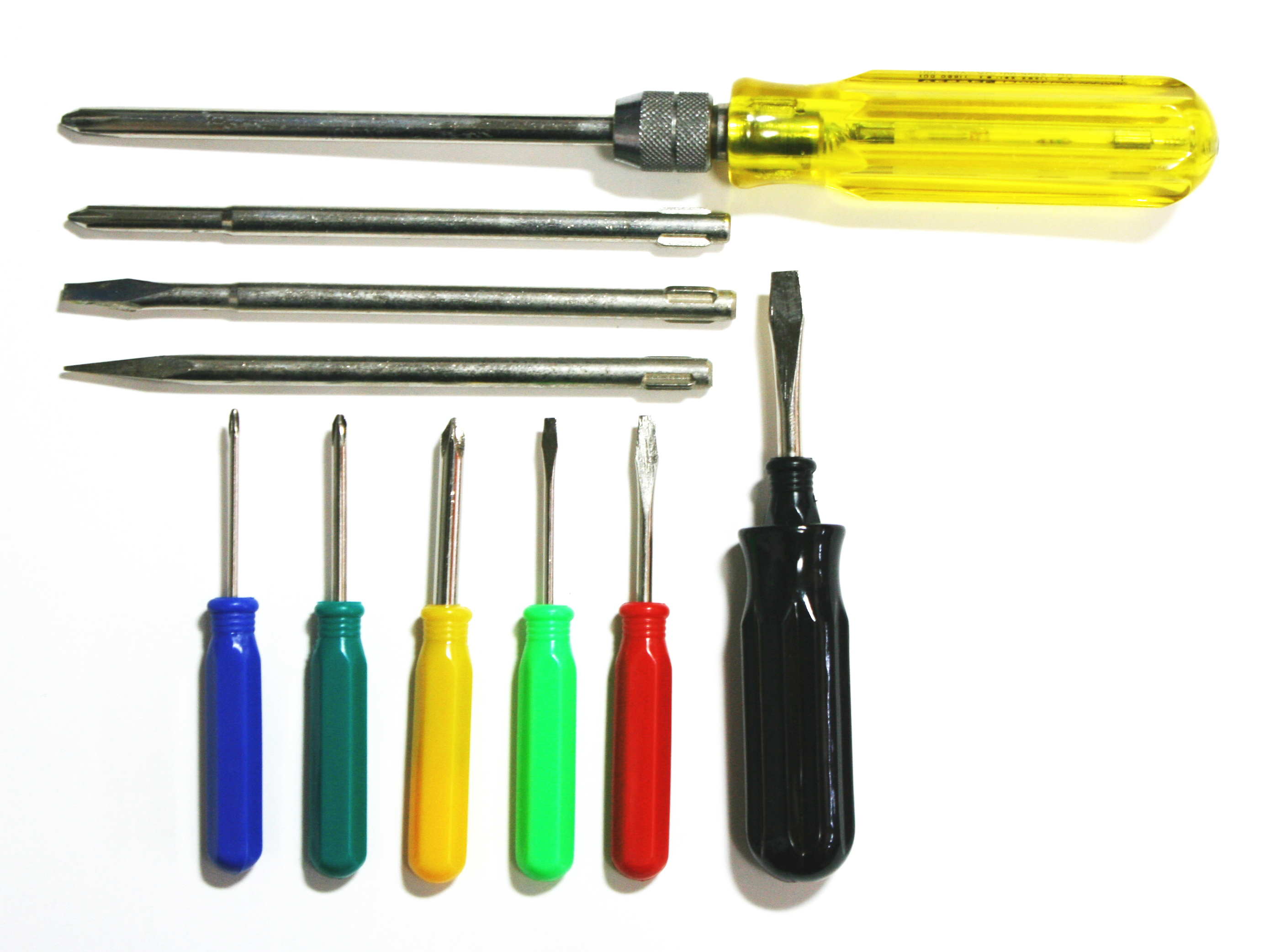
Csavarhúzók és csillagfejű csavarhúzók egyhornyú és kereszthornyos csavarokhoz
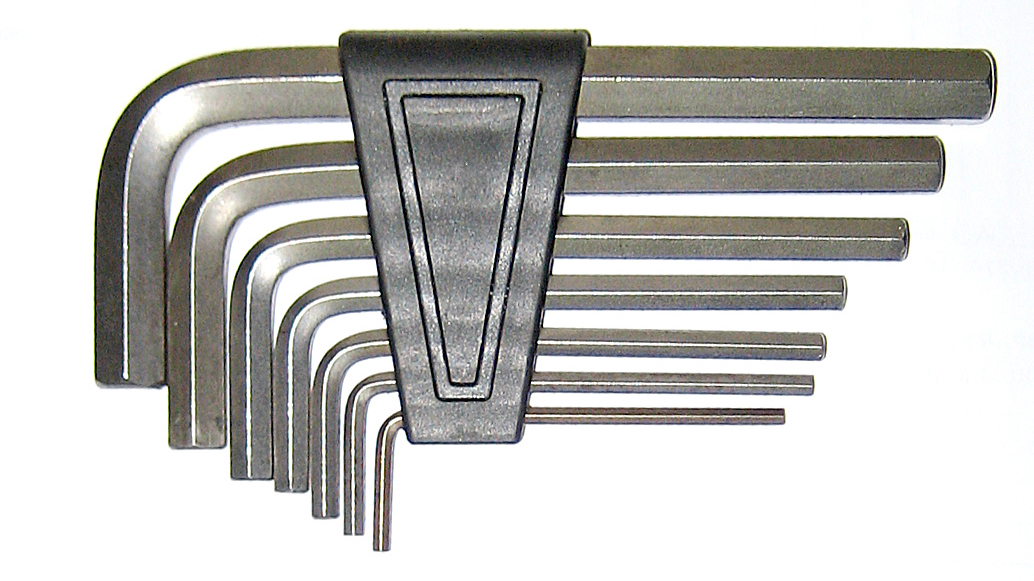
Imbuszkulcsok imbuszcsavarokhoz
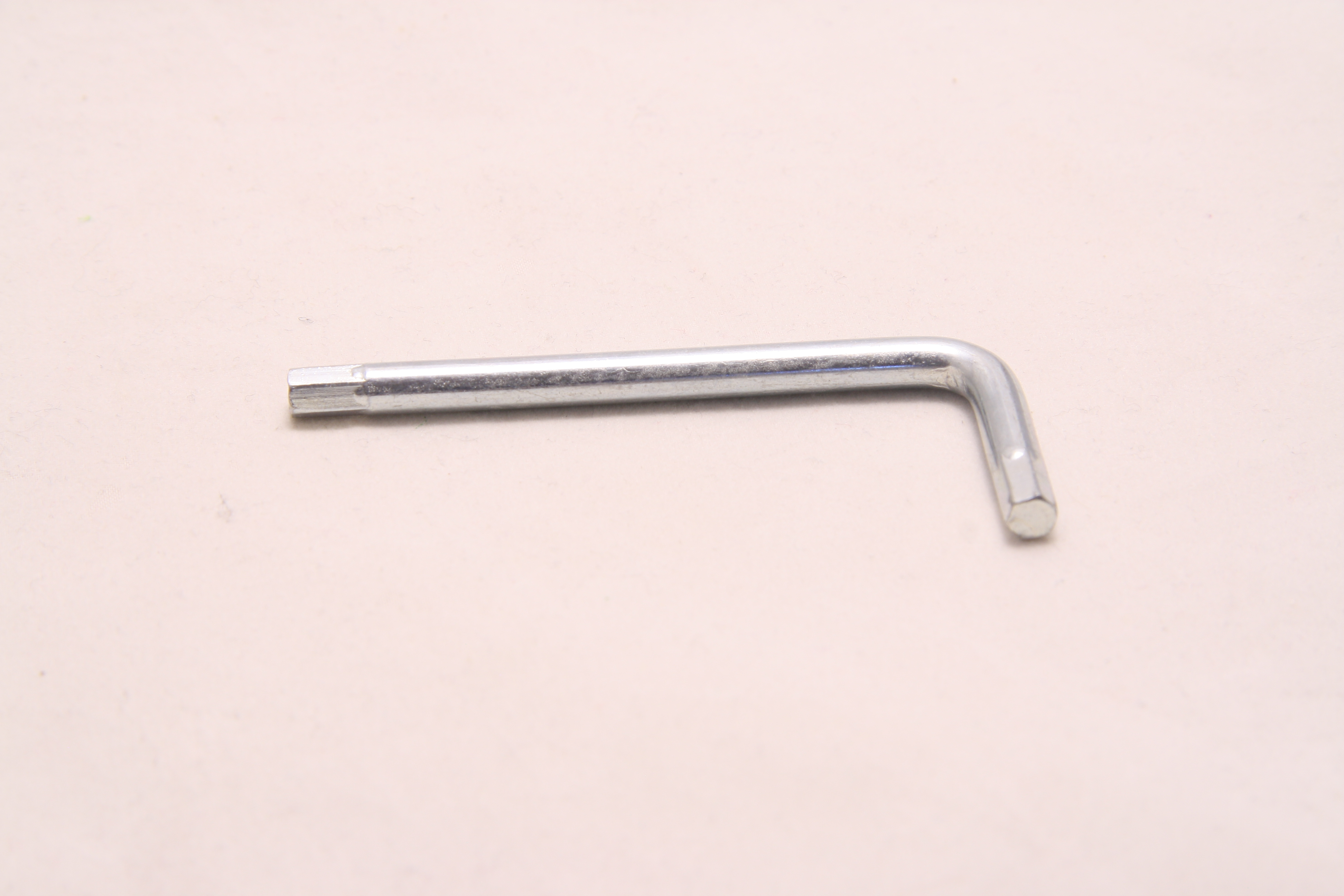
IKEA-imbuszkulcs
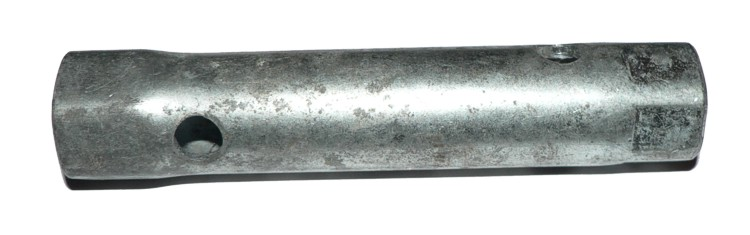
Csőkulcs
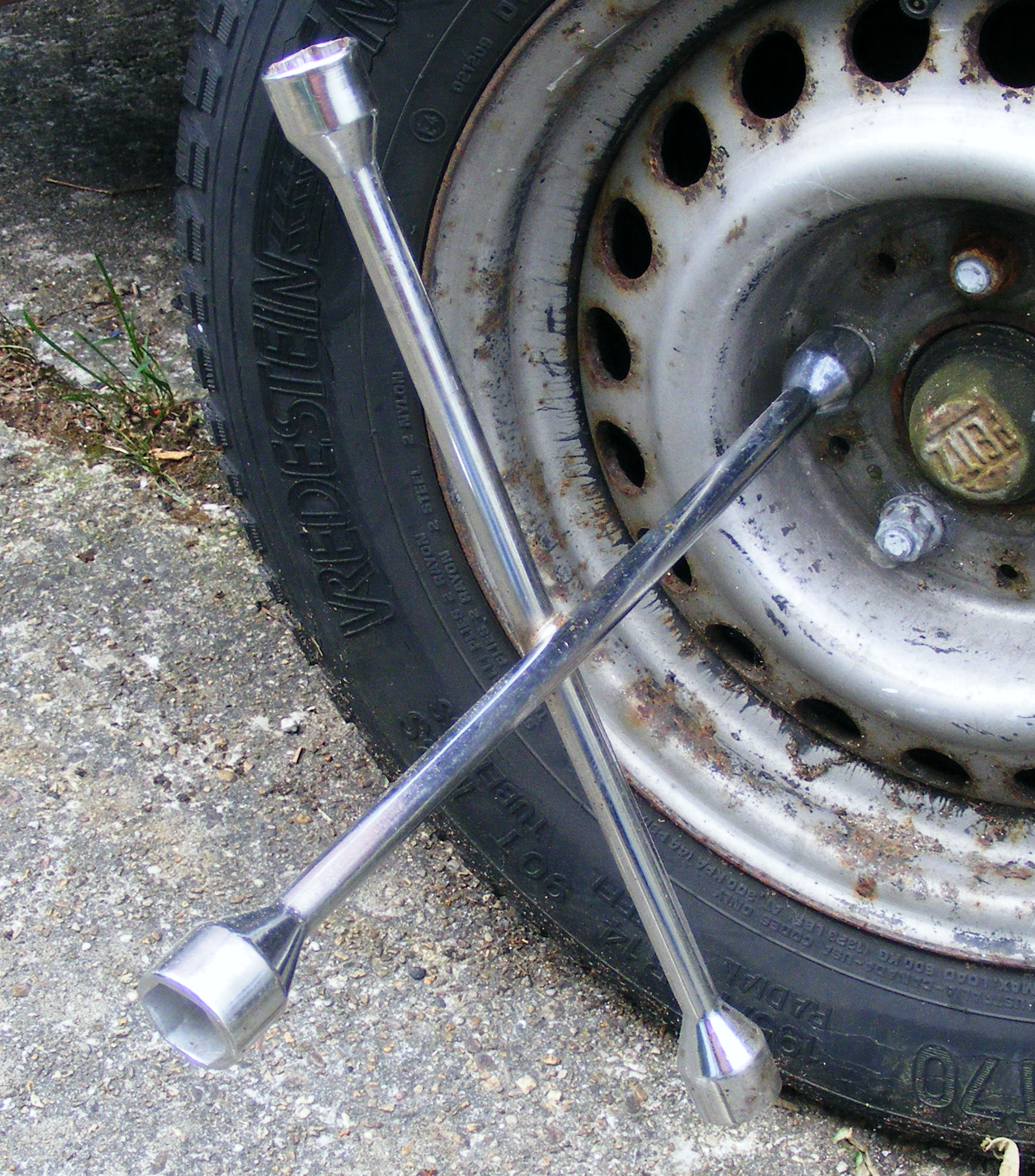
Kerékleszedő keresztkulcs
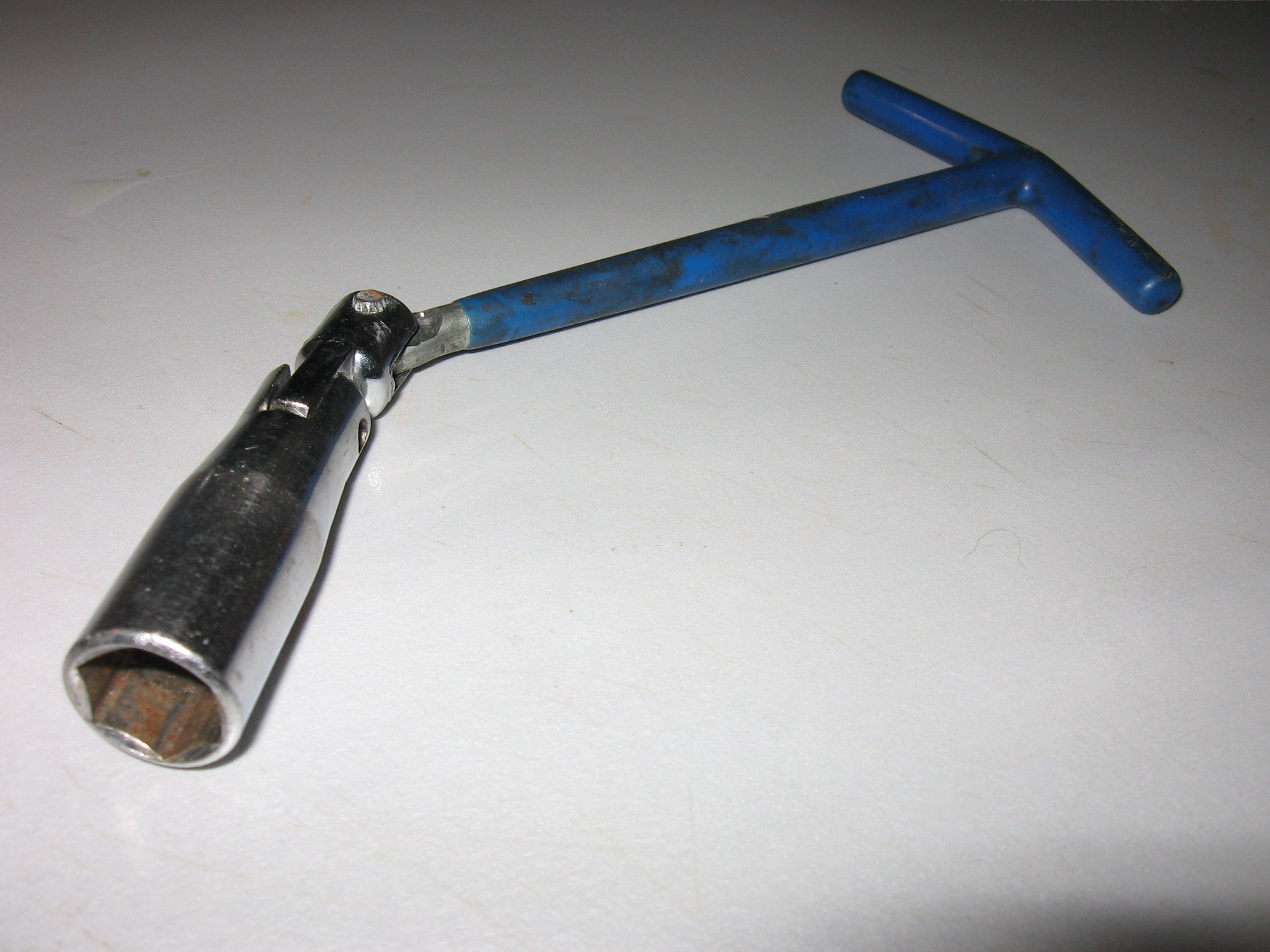
Gyertyakulcs gyújtógyertyákhoz
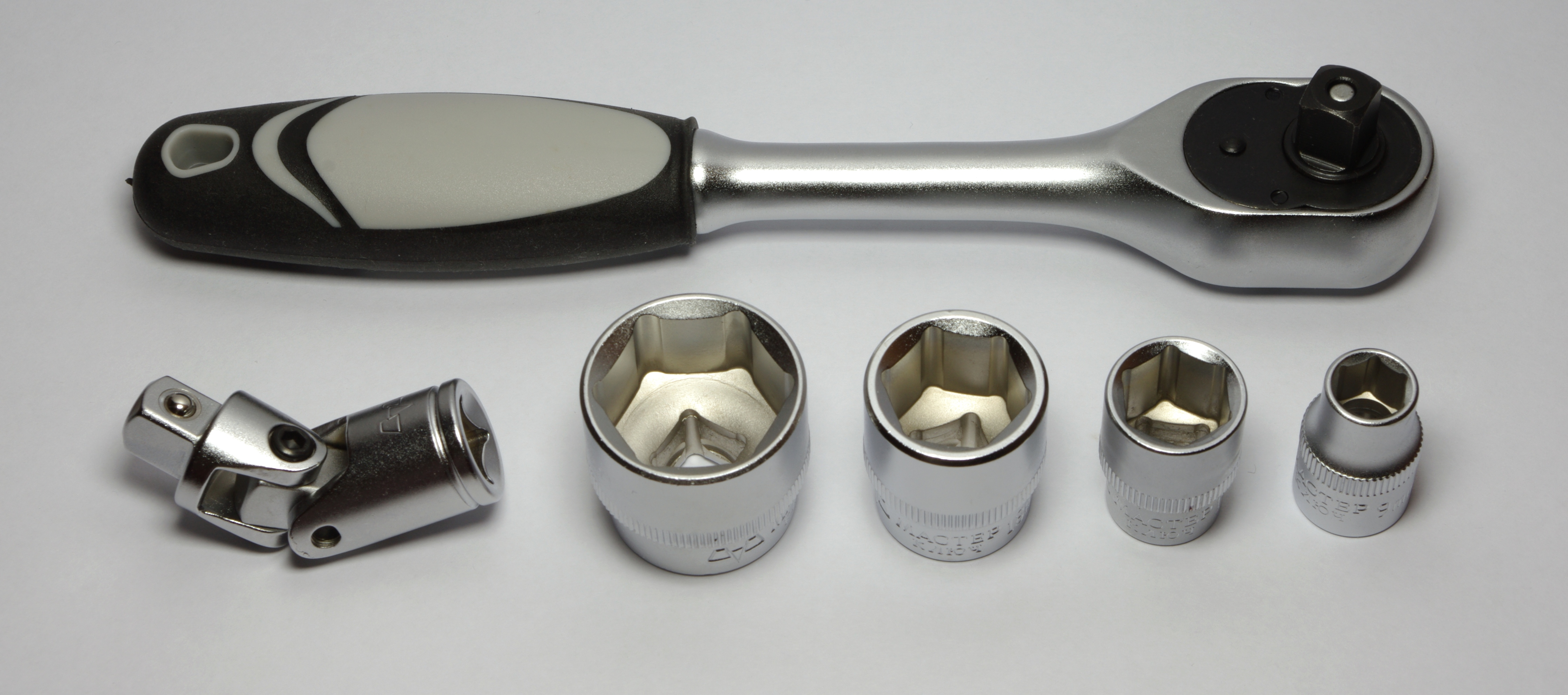
Dugókulcs
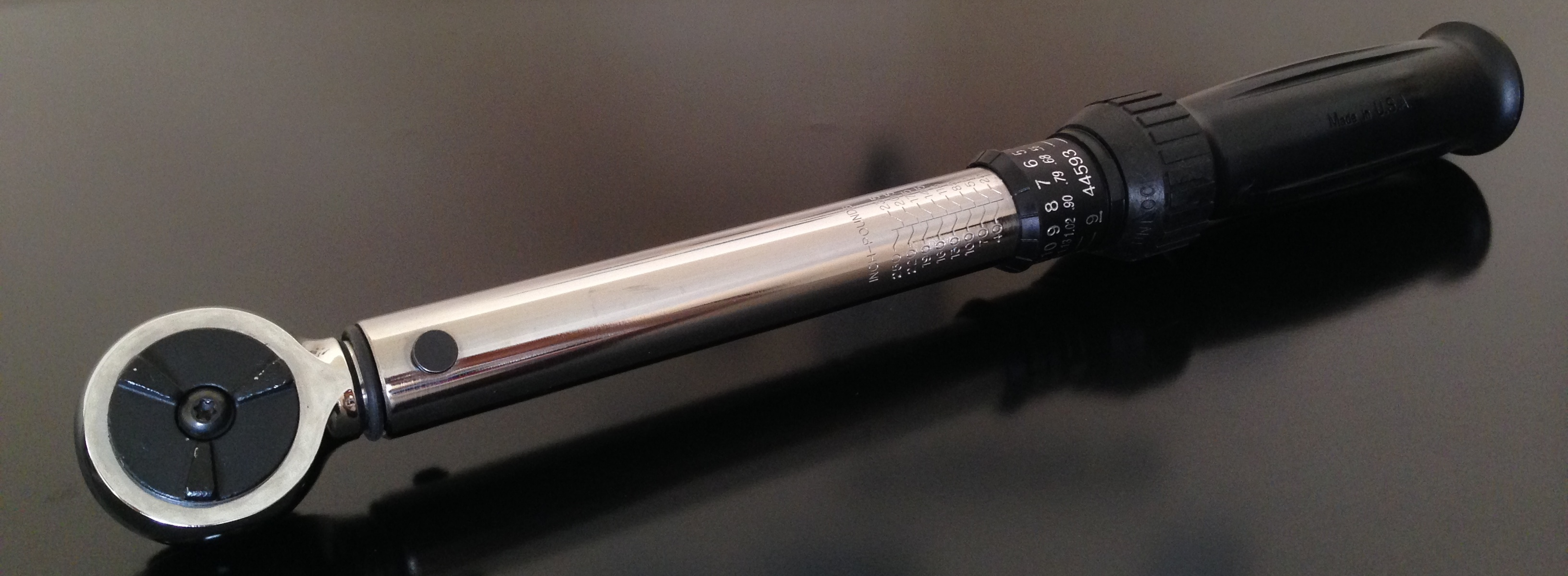
Nyomatékkulcs korlátozott meghúzóerő esetére